# Concert for George (film)
Pour les articles homonymes, voir Concert for George.
Pour plus de détails, voir Fiche technique et Distribution.
Concert for George est un film de concert britannique réalisé par David Leland et sorti en 2003.

## Synopsis
Le film capte un concert pour l'anniversaire des 1 an de la mort de George Harrison.

## Fiche technique
- Titre : Concert for George
- Réalisation : David Leland
- Photographie : Chris Menges
- Montage : Claire Ferguson
- Production : Ray Cooper et Jon Kamen
- Société de production : ArenaPlex et RadicalMedia
- Société de distribution : Abramorama (États-Unis)
- Pays :  Royaume-Uni et  États-Unis
- Genre : Film de concert
- Durée : 146 minutes
- Dates de sortie : 
  -  Royaume-Uni : 10 octobre 2003

## Distribution
- Joe Brown : lui-même
- Eric Clapton : lui-même
- Jools Holland : lui-même
- Sam Brown : elle-même
- Jeff Lynne : lui-même
- Paul McCartney : lui-même
- Billy Preston : lui-même
- Ringo Starr : lui-même
- Malcolm Abbs :
- Gary Brooker : lui-même
- Mark Brown :
- Jim Capaldi : lui-même
- Michael Clarke :
- Carol Cleveland : elle-même / Best girl
- Ray Cooper : lui-même
- Andy Fairweather Low : lui-même
- Terry Gilliam : lui-même / Second Barber / Mountie
- Dhani Harrison : lui-même
- Olivia Harrison : elle-même
- Bob Hunter :
- Eric Idle : lui-même / First Barber / Mountie
- Neil Innes : lui-même / Fourth Barber
- Terry Jones : lui-même / Third Barber / Mountie
- Michael Kamen : lui-même
- Jim Keltner : lui-même
- Kathleen Kissoon : Background vocals (comme Katie Kissoon)
- Albert Lee : lui-même
- Marc Mann : lui-même
- Tessa Niles : Background vocals
- Michael Palin : lui-même / Bevis
- Tom Petty : lui-même
- David Porter Thomas :
- Anoushka Shankar : elle-même
- Ravi Shankar : lui-même
- Fred Tomlinson :
- Klaus Voormann : lui-même
- Tom Hanks : Mountie (non crédité)
- George Harrison : lui-même (images d'archives) (non crédité)